# Roberto Danesi
Roberto Danesi (... – 1915) è stato un regista e produttore cinematografico italiano.

## Biografia
Nel 1914 diresse con Nino Martoglio Sperduti nel buio che viene ritenuto un classico dell'epoca del cinema muto e, secondo il critico Umberto Barbaro, anticipatore del neorealismo. Fondò con Martoglio anche una propria casa di produzione cinematografica, la Morgana Film, che venne chiusa alla sua morte nel 1915, quando rimase ucciso in guerra.

## Filmografia
Regia
- La fuggitiva (1912, cortometraggio, anche fotografia)
- Il ballo della morte (1912, cortometraggio, anche fotografia)
- Il giglio della palude (1912, cortometraggio, anche fotografia)
- Vampe di gelosia (1912, cortometraggio, anche fotografia)
- Pantera (1912, anche fotografia)
- Follia (1913, anche fotografia)
- L'onta nascosta (1913, anche fotografia)
- Il gomitolo nero (1913, anche fotografia)
- L'eredità di Gabriella (1913, anche fotografia)
- I cento giorni o I cento giorni di Napoleone (1913, anche fotografia)
- Il raggio meraviglioso (1913, cortometraggio, anche fotografia)
- Lo scherno feroce (1913, cortometraggio, anche fotografia)
- La falsa strada (1913, cortometraggio, anche fotografia)
- Per il padre (1913, anche fotografia)
- L'ora fosca (1913, anche fotografia)
- Torquato Tasso (1914, anche fotografia)
- Il capitan bianco (1914, diretto con Nino Martoglio, anche fotografia)
- Sperduti nel buio (1914, diretto con Nino Martoglio, anche fotografia)

Sceneggiatura
- Vampe di gelosia (1912)

Produzione
- Sperduti nel buio (1914)